# Iran-141
Iran-141 – dwusilnikowy samolot pasażerski krótkiego zasięgu konstrukcji irańskiej; drugi irański samolot pasażerski po konstrukcji Iran-140 (na licencji An-140). Produkcję rozpoczęto na początku 2014 roku. 
W projektowanie i produkcję samolotu zaangażowane były: Iranian Aviation Industries Organization (IAIO), Iran Aircraft Manufacturing Industries Company (HESA), Uniwersytet Technologiczny Sharif, Uniwersytet Technologiczny Amirkabir, Irański Uniwersytet Nauki i Technologii, i Uniwersytet Technologiczny Isfahan.